# Alliance internationale de tourisme

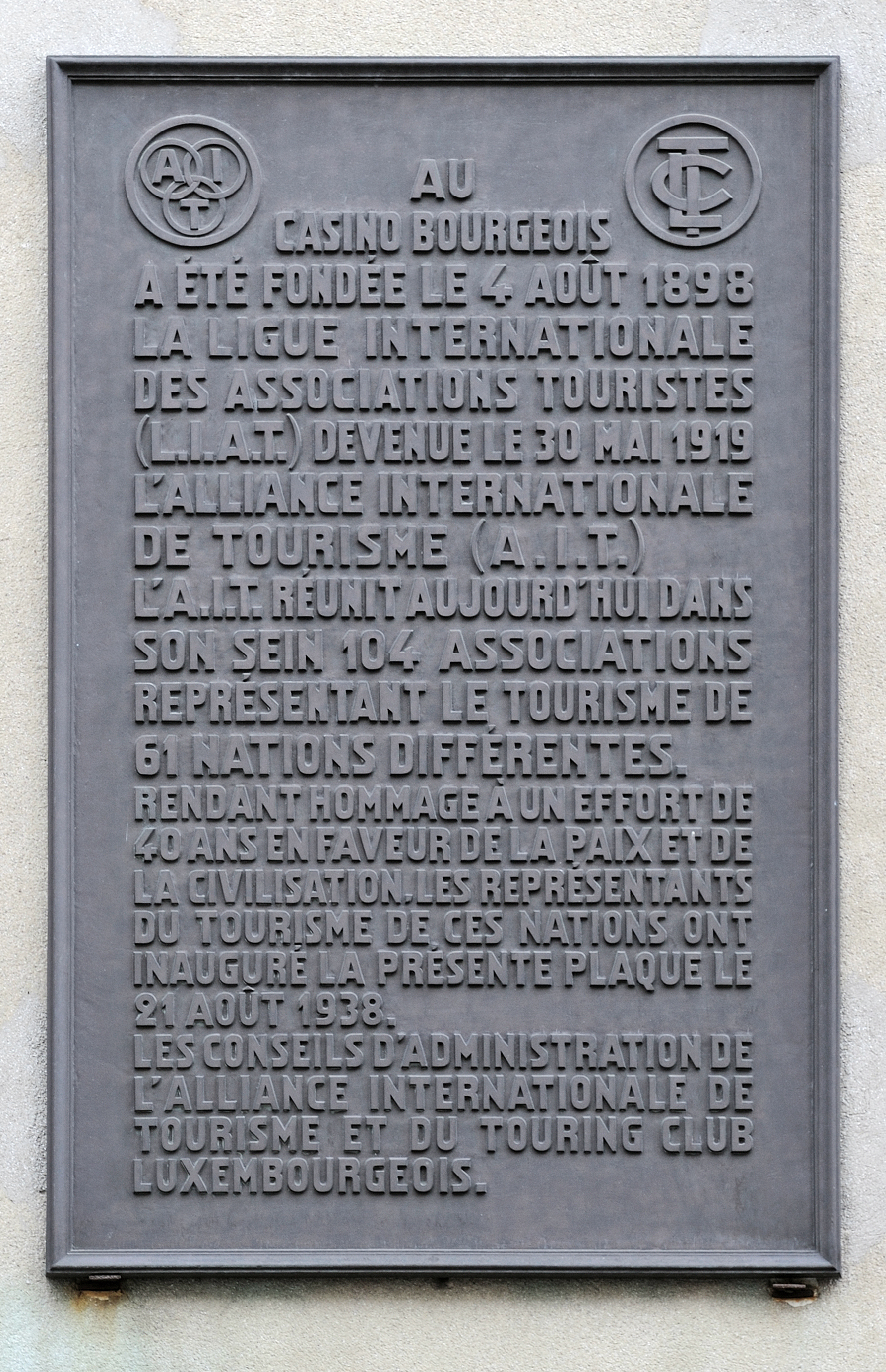
Plaque commémorant la fondation de l'AIT à Luxembourg-ville

Pour les articles homonymes, voir AIT.
L'Alliance internationale de tourisme (AIT) est une organisation non gouvernementale représentant au niveau international les intérêts des clubs automobiles ou autres touring clubs nationaux. Fondée en 1898 à Luxembourg, son siège est à Genève.
Ses membres sont des associations à dimension nationale visant à assurer la promotion du tourisme automobile. Elle revendique 140 adhérents représentant 101 pays.